# 虎斑響尾蛇

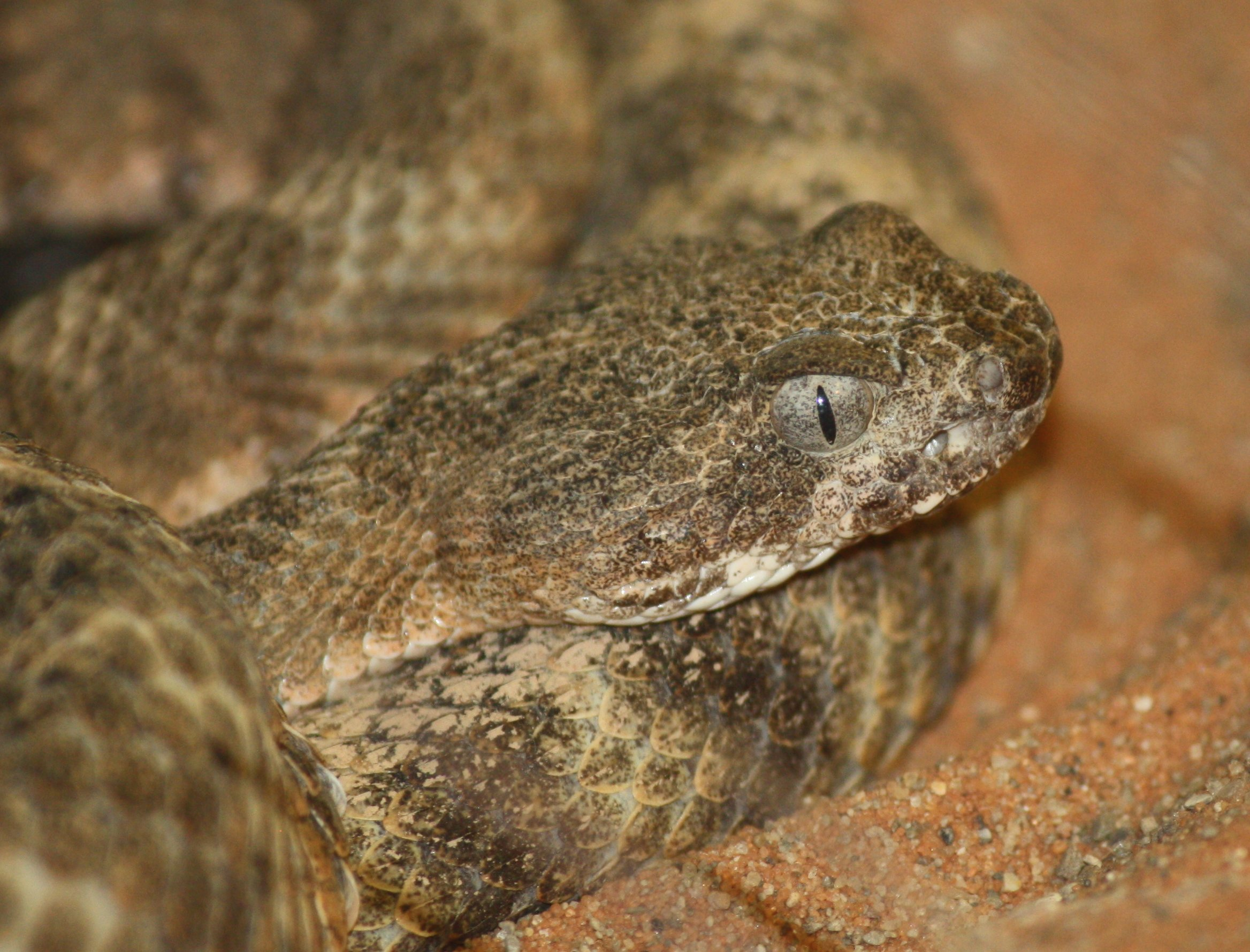

虎斑響尾蛇（Crotalus tigris）是毒性最強的一種響尾蛇，但毒液量少，體型也不大，身長達88.5公分，由於背上長滿與虎同樣形狀的條紋，因而得名。
虎斑響尾蛇是一種產於美國西南部及墨西哥西北部的毒蛇。